# 定規とコンパスによる作図

定規とコンパスによる正六角形の作図

正五角形の作図

定規とコンパスによる作図（じょうぎとコンパスによるさくず）とは、定規とコンパスだけを有限回使って図形を描くことを指す。ここで、定規は2点を通る直線を引くための道具であり、長さを測るのには使わないものとし、コンパスは与えられた中心と半径の円を描くことができる道具である。この文脈における「定規」はしばしば「定木」と表記される。定規とコンパスによる作図可能性（作図不可能性）の問題として有名なものにギリシアの三大作図問題がある。
数学的には、定規とコンパスによる作図で表せるのは二次方程式を繰り返し解いて得られる範囲の数であることが知られている。つまり、いくつかの二次方程式や一次方程式に帰着出来る問題は定規とコンパスのみで作図可能であり、反対に帰着できない問題は作図不可能である。「作図可能な線分の長さ」の集合は一つの体をなしている。

## 定規とコンパスでできる作業
この問題に言う「定規」「コンパス」は現実世界にある実物のそれではなく、可能な作業が決まっている仮想的な存在である。そのため、思考実験の一種としてサイズに関しては現実的にありえない無茶なことも想定できる代わりに、実物にできることのいくつかははっきりと禁止される。
- 「コンパス」は無限に小さく、または無限に大きく半径を取ることのできる仮想的なもので、広げて任意の長さを測り取ることもできる。ただし、測り取れるのは既に作図されている2点間の長さとしてだけである。「コンパス」本体に角度を表示する目的などで目盛りなどの印を打つことはできない。また、作図の作業においては軸は既に作図された点に固定されるものとし、定規や線の上を引きずって線を引くような用途には使用できない。
- 「定規」はいくらでも長くまっすぐな線を引くことができるが、「定規」に目盛りを打つことは許されない。また「定規」だけで引けるのは同時に1本だけであり、複数の平行線を同時に引くようなことはできない。「定規」でできるのは既知の任意の2点を線分で結ぶこと、およびそれを延長して直線にすることである。

仮に目測や近似を使って何らかの作図ができたと主張しても、それは作図問題に答えたことにはならない。間違いなく確実に決まっていることが必要なのである。もちろん、目盛りのある定規を使ったり、変形コンパスや分度器その他の道具、手段を利用したりしてはならない。これはいわゆる「作図」のルールに基づく制約であり、使用できる道具はコンパスと直定規に限られる。そのようにして得たものは定規とコンパスを用いた作図問題の解決とは無関係な存在だからだ。

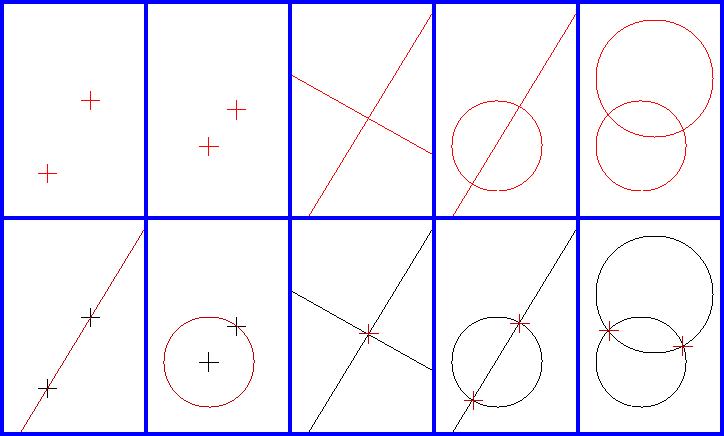
作図の基本となる作業

これらの条件から、定規とコンパスによる作図でできることは原理的には次に挙げるような作業のみであり、既知の点、直線、円たちからはじめて、それらの作業を有限回組み合わせて繰り返すだけで必要な点や長さを得ることができるならば目的の作図が可能、できなければ目的の作図が不可能であるということになる。
- 既知の2点に対し、それらを通る直線を引く。
- 既知の1点を中心とし、それ以外の既知の点を通るような円を描く。
- 互いに平行でない既知の2直線から、その交点を得る。
- 既知の円と直線から、その高々2個の交点を得る。
- 既知の2つの円から、その高々2個の交点を得る。

たとえば、相異なる2点が与えられているだけの最低限の仮定からはじめれば、まずひとつの直線と半径の等しい2つの円を描くことができる。交わる2つの円が得られているのでそれらの交点として新たに2つの点を得ることができる。この新たな2点のうちのいずれかと最初の2点とをそれぞれ結べば正三角形の作図が完成する。
これはつまり、作図という幾何学的な問題は、どのような記号を初めに与えて、どのような方法で、どのような結果が得られるかという点に係っているということである。このような側面から言えば、作図問題というのは元が点や直線になっただけの公理的な代数学と等価な存在であるといえる。それを現実のものとし、それによっていくつかの作図問題の不可能性を証明したはじめての人はおそらくガウスであろう。後の時代になってヒルベルトが、著書『幾何学基礎論』においてユークリッド幾何学の公理を完全に厳密な形で与えている。

## 作図可能数
平面内に原点 O ともう一つの基準となる点 P が与えられると、O の座標を (0, 0)、P の座標を (1, 0)とするような xy-座標系を平面上で考えることができる。この二つの点を元に定規とコンパスを使った有限回の操作で点 Q （座標を (q, r) とする）が指定されたとすると、体の二次拡大の塔
Q = K0 ⊂ K1 ⊂ … ⊂ Kj ⊂ … ⊂ Kn ([Kj+1 : Kj] = 2 for any j)
が存在して q, r ∈ Kn となっていなければならない。
実際、座標 (a, b) の点を中心として座標 (c, d) の点が円周上にあるような円は
(x − a)2 + (y − b)2 = (c − a)2 + (d − b)2
という方程式によって表され、座標 (a′, b′)の点と座標 (c′, d′)の点を通る直線は
(d′ − b′)(x − a′) = (c′ − a′)(y − b′)
という方程式によって表されている。従って、作図できている点を元にして描いた円や直線の交点として新しい点を求めるという操作はこれら高々二次の方程式を連立させてその解を求めるという問題に帰着される。
とくに Kn の Q 上の拡大次数は 2n であり、Kn の部分体である Q(q) や Q(r) も同様の構造を持っていなければならないことがわかる。したがって Q(p) の次元が 2 の冪にならないような代数的数 p やそもそも代数方程式の根として表せないような超越数 p を座標に持つ点は作図できない。

## 不可能な作図
ギリシアの三大作図問題：ギリシア時代の数学者たちによって次の3つの作図が定規とコンパスによって可能か、という問いが立てられた
1. 与えられた円と等しい面積をもつ正方形を作ること（円積問題）
2. 与えられた立方体の体積の 2 倍に等しい体積をもつ立方体を作ること（立方体倍積問題，「デロス島の災難」の問題）
3. 与えられた角を三等分すること（角の三等分問題）

現在ではこれらは全て定規とコンパスのみでは作図できないことが証明されている。1837年にヴァンツェルは、角の三等分問題と立方体倍積問題は三次方程式を解かなくてはならないことを証明した。非自明な三次方程式の根によって生成される体は拡大次数が 3 になってしまい、そのような数を座標にする点は作図できない。倍積問題はある線分を2の3乗根(無理数)倍に伸ばす方法の導出、円積問題は、方程式 x2 = πr2 の解を求めることと同値である（π は円周率）。1882年に、リンデマンにより π が超越数であることが証明され、作図が不可能であることが示された。
なお、不可能であることが示されているにもかかわらず、いまだに角の三等分が作図可能であることを示そうとする人々がおり、角の三等分家 (Trisector) と呼ばれている。定規・コンパス以外の道具を使用したり、定規・コンパスを本来とは異なる使い方で使用することで角の三等分を作図（あるいは工作等）することは可能であるが、当然ながら、これらは元々の「角の三等分問題」に対する解答ではない。また、「任意の角を三等分する」という問題であるのに、これを「少なくとも一つの角を三等分する」問題であると勘違いし、直角などが三等分できたのでこの問題を解けたと速断する人もいる（角度によっては定規とコンパスで、その角度の1/3の角度を作図できる）。

## 作図可能な正多角形
正三角形と正五角形、この2つの正多角形の頂点の数の最小公倍数の値と同じ数の頂点を持つ正十五角形、正方形、およびこれらの頂点の数に2の冪を乗じた数の頂点を持つ正多角形が作図可能である事は古代ギリシアの数学者エウクレイデス（ユークリッド）が著した『原論』に記されており、よく知られていた。長い間それ以上のことは判明しなかったが、ガウスが1796年3月30日に、正十七角形が作図可能であることを発見した。同時に正五十一角形、正八十五角形、正二百五十五角形、及び17もしくはこれらの頂点の数に2の冪を乗じた数の頂点を持つ正多角形が作図可能であることも発見されたことになる。ガウスはさらに1801年に出版した『整数論の研究』において、正 n 角形が作図可能であるための必要十分条件が、n が2の冪と相異なるフェルマー素数の積、すなわち
n = 2mFaFb…Fc（Fa , Fb , … ,Fc は全て異なるフェルマー素数、m は非負整数）
の形であることを示した。これは 1 の原始 n 乗根 ζn のガロア群の構造が 2 次拡大の繰り返しによって得られることの特徴付けとして得られる。このような n は、小さい順に（50以下のものを）並べると、
3, 4, 5, 6, 8, 10, 12, 15, 16, 17, 20, 24, 30, 32, 34, 40, 48, ... (オンライン整数列大辞典の数列 A003401)
である。作図不可能な正多角形はオンライン整数列大辞典の数列 A004169を参照。

## 道具の変更と作図可能性

### 定規のみ、コンパスのみでの作図
円や直線についての情報を含まない、相異なる点だけの情報からなるデータから定規とコンパスのみで作図できるようなものは、実はコンパスのみで作図可能であるというモール-マスケローニの定理が知られている。たとえば定規のみを使って平方根を得ることは不可能であり、同様に定規のみで作図できないものがコンパスを使って作図されるということになるが、ポンスレー-スタイナーの定理によれば、（最初のデータの中に）1つの円とその中心が与えられていれば実は作図できる。

### 目盛り付き定規の使用
アルキメデスとアポロニウスは目盛りを打つことができる定規を作図問題に取り入れている。これを使えば、1つの線分・2つの直線（または円)・1つの点を与えられたとき、与えられた点を通り与えられた2直線に交わりその2交点の間の距離が与えられた線分と同じである直線を引くといったようなこともできる。これをギリシャ人は直線が点に向かっていくように見えることから「傾向」という意味の ネウシスと呼んだ。
この作図はエウクレイデス（ユークリッド）の『原論』が扱っている幾何学の範囲を超えるものであり、エウクレイデスの幾何学では neusis に関する公理も定理もそもそもその存在さえも扱われておらず、したがってそれをつかった作図もすることはできない。この広い意味の幾何学では、既知の長さから三次または四次方程式の解として得られる比を持つ長さならば作図できる。これは目盛りの打てる定規とネウシスを使えば角の三等分および立方倍積ができるということである（一方、円積問題についてはやはり不可能なままではあるが）。これによって、正七角形、正九角形などいくつかの正多角形が作図可能となり、ジョン・コンウェイはそのようなもののいくつかについて作図法を与えている。それでも正十一角形など無数に作図不可能なものが存在するのである。
角の三等分のみを許すときの（上で述べた正七角形や正十三角形、正十九角形というようなものを含む）全ての作図可能な正多角形についての完全な記述は既に知られている。無限に多くの素数 p に対する正 p-角形が定規とコンパスと角の三等分器を使って作図可能であるかどうかは知られていない。

### 折り紙を利用した作図
同様に、鋏や糊のような道具を使わずに紙をただ折るだけの折り紙を数学的に扱った理論では、いくつかの理由から定規とコンパスを使った作図よりも強力なことができる（折紙の数学、折り紙公理）。この方法で、三次または四次の方程式を解くことができて、それによりギリシャの三大不可能作図題のうち二つを解決することができるのである。
作図可能な点については、折り紙による作図でもコンパスと目盛りつき定規による作図でも同じだけの能力がある（関連項目：ピアポント素数）
このような n は、小さい順に（50以下のものを）並べると、
3, 4, 5, 6, 7, 8, 9, 10, 12, 13, 14, 15, 16, 17, 18, 19, 20, 21, 24, 26, 27, 28, 30, 32, 34, 35, 36, 37, 38, 39, 40, 42, 45, 48, ... (オンライン整数列大辞典の数列 A122254)

### 拡張された作図問題と作図可能数
抽象的な言葉で言えば、折り紙や目盛りつき定規といった便利な道具を使った作図というのは、複素数体の部分体としての作図可能数（可設数）の体をより大きな部分体へ拡大するもので、そこには（定規とコンパスで作図できる）平方根をとる操作に加えて任意の元の立方根をとる操作もあわせて得られるようなものも全て含まれる。作図可能な点についての算術的な話は、この大きな体に関しても三乗根を含めて類似の結果を述べることができる。この新たに作図可能となった点によって生成される体の拡大は、拡大次数が2の冪と3の冪の積となるものであり、これは二次拡大と三次拡大からなる拡大の塔に分解することができる。